# Dicellandra
Dicellandra é um género botânico pertencente à família Melastomataceae.